# Стана (плато)
Стана (до 29 юни 1942 г. Станабаир) е плато в Североизточна България, Източната Дунавска равнина, области Шумен (северната и югозападната му част) и Варна (източната и югоизточната му част).
Платото Стана се издига в средата на Източната Дунавска равнина, като на юг и запад се спуска стръмно към долината на Провадийска река и левият ѝ приток Крива река, които го отделят съответно от Провадийското плато (на юг), Плисковското поле (на запад) и Войводското плато (на северозапад). На югоизток плавно се спуска към долината на река Златина (ляв приток на Провадийска река), а на изток се свързва с Добруджанското плато. На север платото постепенно се понижава към Лудогорското плато.
Дължината на платото от север на юг е 25 – 28 км, а ширината му – 10 – 12 км. Максималната височина от 440.9 м е разположена в източната му част, на 3.3 км североизточно от село Стан, Община Нови пазар и на също толкова км западно от село Ягнило, Община Ветрино.
Платото е изградено от долнокредни мергели и варовици, които са прорязани на места от дълбоки долини. По билото му минава главният вододел между реките течащи към река Дунав и тези към Черно море. От него извират реките Златина (ляв приток на Провадийска река), Карамандере (ляв приток на Суха река, от басейна на Дунав) и Хърсовска река (десен приток на Канагьол, от басейна на Дунав). Освен тях на югозапад към Провадийска река и на запад към притока ѝ Крива река се спускат къси и дълбоки дерета, по които при обилни валежи се стичат бурни потоци.
Климатът е умерено-континентален със сравнително студена зима и топло лято. Естествената горска растителност е запазена на отделни изолирани места, като по-голямата част от билната част и полегатите северни и източни склонове са обезлесени и заети от обработваеми земи върху черноземни и сиви горски почви и рендзини.
На платото и по неговите склонове са разположени 14 села – 10 в Област Шумен и 4 в Област Варна:
- Област Шумен – Беджене, Жилино, Зайчино Ореше, Мировци, Памукчии, Преселка, Сечище, Стан, Стоян Михайловски, Църквица;
- Област Варна – Белоградец, Млада гвардия, Невша, Ягнило.[2]

Южната, ниска част на платото се пресича от автомагистрала „Хемус“ и участък от 8.8 км от първокласен път № 2 от Държавната пътна мрежа Русе – Разград – Шумен – Варна.
През централната му, най-висока част, от югозапад на североизток, между селата Памукчии и Преселка, на протежение от 9.8 км преминава участък от второкласен път № 27 от Държавната пътна мрежа Нови пазар – Добрич.

## Топографска карта
- Лист от карта K-35-19. Мащаб: 1 : 100 000.
- Лист от карта K-35-31. Мащаб: 1 : 100 000.